# Kintomo Mushanokōji
Kintomo Mushanokōji (武者小路 公共 Mushanokōji Kintomo?) (29 de agosto de 1882, Tokio, Imperio Japonés - Ibídem, Japón, 21 de abril de 1962) fue un destacado diplomático japonés antes y durante la Segunda Guerra Mundial.

## Biografía
Mushanokōji fue el tercer hijo de la décima generación de la familia aristocrática Mushanokōji y nació en Kōjimachi, Chiyoda, Japón. Se graduó de la Facultad de Derecho de la Universidad Imperial de Tokio. Su hermano menor fue el escritor Saneatsu Mushanokōji. 
En 1930 participó en la delegación japonesa en la Undécima Sesión Ordinaria de la Asamblea de la Liga de las Naciones, y la delegación en la Sesión Especial de la Asamblea Convocada en Virtud del Artículo 15 del Pacto a solicitud de la Gobierno de la República de China. De 1929 a 1933 se desempeñó como embajador japonés en Suecia y embajador no residente en Finlandia, y en esa calidad firmó en nombre del gobierno japonés la Convención sobre ciertas cuestiones relacionadas con el conflicto de leyes de nacionalidad (12 de abril de 1930). Se desempeñó como embajador japonés en Alemania desde 1934 hasta 1937, y en esa calidad firmó el Pacto Anti-Comunista como representante de Japón. También fue vizconde y como tal, condecorado con la Gran Cruz de la Real Orden de la Estrella Polar (Suecia) 1933. 
Después de la Segunda Guerra Mundial, las autoridades de ocupación lo expulsaron del cargo público. De 1952 a 1955 se desempeñó como presidente de la Sociedad Japonesa-Alemana.

## Condecoraciones

### Rangos
- El Segundo Lugar, 1 de julio de 1940.

### Medallas
- Gran Cordón de la Orden del Sol Naciente, 24 de agosto de 1911.
- Orden de la Estrella Polar
- El Primer Premio, 2 de noviembre de 1938.

## Obras
Los siguientes libros se basan en 40 años de experiencia en Europa.
- Barrio de Europa (Naksan Kaikan, 1935)
- Todavía las ocho mil noches de Europa (Sakai Shobo, 1949)
- Tenmari Michikusa (Japan Critic Company, 1951)
- Callejón diplomático (Dai Nippon Odankai Kodansha, 1952)
- Asientos permanentes de la Guerra Fría (Dai Nippon Odankai Kodansha, 1953)